# 早花忍冬
早花忍冬（学名：Lonicera praeflorens）是忍冬科忍冬属的植物。分布于远东地区、朝鲜、日本以及中国大陆的东北等地，生长于海拔250米至600米的地区，多生在山坡林内和灌丛中，目前尚未由人工引种栽培。